# Groß Schulzendorf
Groß Schulzendorf è una frazione della città tedesca di Ludwigsfelde, nel Brandeburgo.

Conta (2007) 555 abitanti.

## Storia
Groß Schulzendorf fu nominata per la prima volta nel 1346.

Costituì un comune autonomo fino al 26 ottobre 2003.